# Rainer Ertel
Rainer Ertel (* 1947) ist ein deutscher Autor, Gründungsmitglied und Geschäftsführer des Niedersächsischen Instituts für Wirtschaftsforschung e. V. (NIW) und Vorstandsmitglied der Wissenschaftlichen Gesellschaft zum Studium Niedersachsen (WiG).

## Leben
Ertel (Jahrgang 1947) ist in Hannover geboren und aufgewachsen. 1954 erfolgte die Einschulung in die Volksschule am Goetheplatz, 1958 wechselte er auf die Tellkampfschule (damals: Neusprachliches und mathematisch-naturwissenschaftliches Gymnasium für Jungen). Hier legte er im Herbst 1966 das Abitur ab und begann nach zweijähriger Dienstzeit bei der Bundeswehr in Oldenburg i. O. im Wintersemester 1968/69 das Studium der Volkswirtschaftslehre in Hannover. Nach zwei Studiensemestern wechselte er nach Freiburg i. Br., wo er im April 1973 die Diplomprüfung für Volkswirte ablegte. Während der sich anschließenden Beschäftigung als wissenschaftlicher Assistent am Lehrstuhl B für Volkswirtschaftslehre der Technischen Universität Hannover promovierte er 1976 zum Dr. rer. pol. Im April 1980 nahm er eine Tätigkeit als Projektmanager beim Bildungswerk der Niedersächsischen Wirtschaft e. V. (BNW) auf, wo er die Koordination eines vom Bundesministerium für Forschung und Technologie geförderten Seminarprogramms zur Umsetzung arbeitswissenschaftlicher Erkenntnisse übernahm, das als Kooperationsprojekt von sechs Bildungswerken der Wirtschaft in Deutschland angelegt war. Nach erfolgreichem Abschluss des Projektes wirkte er am Aufbau eines außeruniversitären Wirtschaftsforschungsinstituts mit, das auf Grund eines 1980 ergangenen Beschlusses des Niedersächsischen Landeskabinetts als Niedersächsisches Institut für Wirtschaftsforschung e. V. (NIW) entstand. Der Verfasser war Gründungsmitglied des (im August 1981) eingetragenen Vereins und wurde im Oktober 1981 als wissenschaftlicher Mitarbeiter eingestellt, dem zugleich die Aufgabe der Geschäftsführung übertragen wurde. Seit April 2011 befindet er sich im Ruhestand.
Neben zahlreichen Fachveröffentlichungen in Büchern, Gutachten und Zeitschriftenaufsätzen publiziert der Verfasser seit 1986 auch zu heimatkundlichen Themen.

## Werke
Rainer Ertel hat zahlreiche Fachveröffentlichungen und Gutachten getätigt und publizierte unter anderem heimatkundlich. Er ist Co-Autor am Stadtlexikon Hannover.
- Rainer Ertel, Ernst-Friedrich Roesener: Hannoversches Brunnenbuch. Wasserspiele und Brunnen in Hannover. Exemplarisches und Dokumentarisches, Hannover: Fackelträger-Verlag, 1988, ISBN 3-7716-1497-X.
- Rainer Ertel, Ernst-Friedrich Roesener: Brunnen in Hannover: Wasserspiele und Brunnen in ihren Stadtteilen, mit einem Beitrag von Ludwig Zerull, gefördert durch die Rut- und Klaus-Bahlsen-Stiftung, Hannover: Cartoon-Concept Agentur und Verlags GmbH, 1998, ISBN 3-932401-03-4.
- Rainer Ertel (Bearb.), Antje Doll, Gunther Mühge (Red.): Die Träger der Karmarsch-Denkmünze. 1925 bis 2011. Ein Streifzug durch die deutsche Wissenschafts- und Wirtschaftsgeschichte, hrsg. vom Freundeskreis der Leibniz-Universität Hannover e. V., Hannover: Verlag der Hahnschen Buchhandlung, 2011, ISBN 978-3-7752-6163-0.
- Da war doch mal was. Auf Spurensuche in Hannover, Norderstedt: Books on Demand, 2018, ISBN 978-3-7528-8020-5.